# دوبروفسكي (فلم 1959)
دوبروفسكي (بالإيطالية: Il vendicatore) هو فيلم درامي تاريخي إيطالي يوغوسلافي صدر عام 1959 من إخراج ويليام ديترلي. وهو مقتبس من رواية دوبروفسكي التي نُشرت بعد وفاة كاتبها الروسي ألكسندر بوشكين عام 1841.   

## يقذف
- جون فورسيث في دور فلاديا دوبروفسكي
- روزانا شيافينو في دور ماشا بيتروفيه
- بول دالكي في دور كيريلا بتروفيتش
- ويليام ديترلي في دور كيريلا بترويتش
- نيريو برناردي في دور الحاكم فورست وريجسكي
- جويدو سيلانو في دور Gerichtsvorsitzender
- جوليو دونيني في دور باتنوتيك
- جوانا هوفر في دور ماريا جيجورونا
- باتا سيفوينوفيتش بدور جندي روسي

## روابط خارجية
- دوبروفسكي  في قاعدة بيانات الأفلام على الإنترنت (بالإنجليزية)